# Arc 140
Arc 140 este o instalație de metalizare care permite utilizarea întregii game de sârme de metalizare pentru arcul electric. Sistemul dispune de două angrenaje mecanice legate între ele printr-un driver flexibil. Aceasta soluție tehnică oferă sistemului de metalizare Arc 140 posibilitatea de a funcționa în continuu, fără întreruperi și nesincronizări, chiar și în cazul unor trasee de 20 metri. Prevăzut cu un cap de pulverizare CG (Constant Geometry), sistemul Arc 140 este soluția ideală în cazul metalizării manuale.